# Attalos II

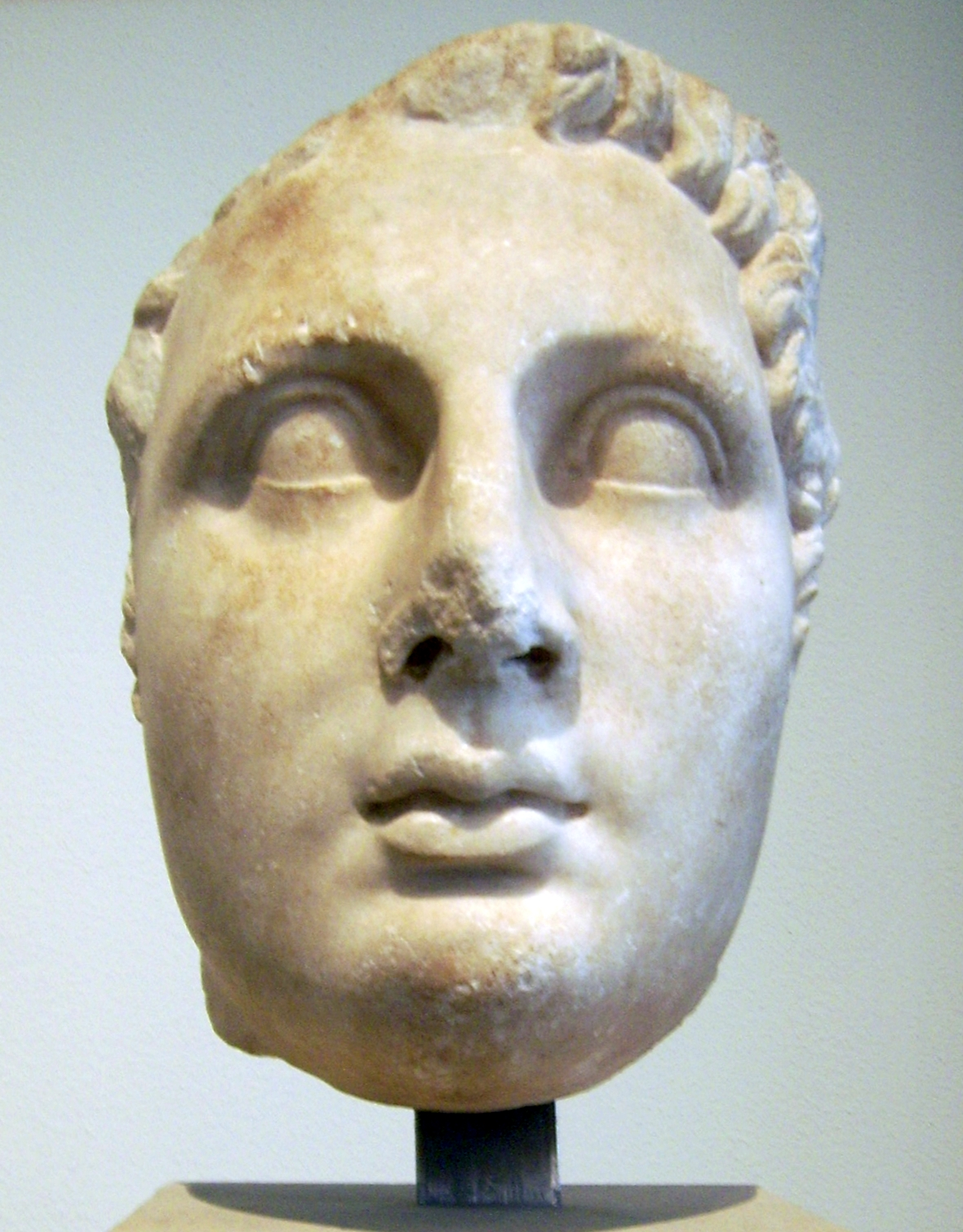
Portrait that may have represented Attalus II Philadelphus

Attalos II Philadelphos (tiếng Hy Lạp: Attalos II Philadelphos, Ἄτταλος Β 'ὁ Φιλάδελφος, có nghĩa là "Attalos người được anh thương yêu". 220 TCN-138 TCN) là một vị vua Pergamon. Ông là con trai thứ hai của Attalus I Soter và vợ là hoàng hậu Apollonis (?), và ông được lên ngôi vua như là người đồng cai trị với người anh hay đau ốm Eumenes II của mình trong 160 TCN, và người vợ cũ của anh ông, Stratonice (tiếng Hy Lạp: Στρατονίκη), đã kết hôn với ông sau khi Eumenes mất.
Trước khi trở thành vua Attalos II đã là một vị tướng quân đội. Năm 190 TCN, ông đã chống lại một cuộc xâm lược của đế chế Seleucid và năm sau đó (189 TCN) dẫn đầu lực lượng của mình chiến đấu bên cạnh Quân đội La Mã dưới quyền Gnaeus Manlius Vulso ở Galatia. Năm 182 TCN ông lại chiến đấu chống lại đế chế Seleukos, và thành công trong cuộc gặp gỡ với quân đội của Pharnaces I của Pontus. Cuối cùng, ông đã giúp người La Mã lại trong năm 171 TCN, gia nhập cùng Publius Licinius Crassus tại Hy Lạp trong cuộc chiến tranh Macedonia lần thứ ba.
Attalos II cũng thường xuyên gửi đại sứ đến Roma và nhận được sự tôn trọng của người La mã. Có lúc họ cũng đề nghị trợ giúp cho ông để lật đổ anh trai nhưng ông từ chối. Sau khi ông trở thành vua, họ trợ giúp ông trong những trận đánh của ông chống lại Prusias II năm 156 TCN-154 TCN và đứng về phía ông trong việc giúp đỡ kẻ giả mạo Alexander Balas chiếm đoạt ngai vàng của nhà Seleukos từ tay Demetrios I Soter vào năm 150 TCN và Nicomedes II Epiphanes chiếm ngai vàng Bithynia từ vua cha Prusias II năm sau đó.
Attalos II đã mở rộng vương quốc với sự giúp đỡ của người bạn tốt của mình Ariarathes V của Cappadocia và thành lập các thành phố Philadelphia và Attalia. Ông nổi tiếng là một người bảo trợ của nghệ thuật và khoa học.